# Austria Klagenfurt (2007)
Austria Klagenfurt (niem. Sportklub Austria Klagenfurt) – austriacki klub piłkarski, mający siedzibę w mieście Klagenfurt am Wörthersee, na południu kraju, grający od sezonu 2025/26 w rozgrywkach 2. Ligi.

## Historia
Chronologia nazw:
- 2007: Austria Klagenfurt
- 2010: SPG SC St. Stefan/SK Austria Klagenfurt – po nawiązaniu współpracy z SC St. Stefan
- 2011: Austria Klagenfurt

Klub piłkarski Austria Klagenfurt został założony w miejscowości Klagenfurt am Wörthersee 19 stycznia 2007 roku. Jednak nowo powstały klub zaczął swoje występy dopiero trzy lata później, w 2010 roku, kiedy inny klub miasta Austria Klagenfurt przestał istnieć, po czym nawiązał współpracę z SC St. Stefan z Lavanttal. Klub jest postrzegany przez wielu fanów jako następca starego Austria Klagenfurt, założonego w 1920 roku, który – działający jako FC Kärnten od 1999 roku – musiał ostatecznie przestać grać w 2009 roku.
W sezonie 2010/11 zespół startował w Regionalliga (D3), która była podzielona na trzy grupy. Debiutowy sezon zakończył na siódmym miejscu w grupie Mitte. Po zakończeniu sezonu fuzja klubów rozpadła się i z nazwą Austria Klagenfurt kontynuował występy na trzecim poziomie. Po zakończeniu sezonu 2014/15 klub zwyciężył w swojej grupie i awansował do Erste Liga. Debiutowy sezon 2015/16 na drugim poziomie austriackiej piłki nożnej zakończył na ósmym miejscu, ale nie utrzymał się i spadł z powrotem do Regionalliga Mitte. Dopiero w 2018 drużynie udało się ponownie awansować do drugiej ligi. Po zakończeniu sezonu 2020/21 klub zajął trzecią pozycję, a potem w barażach playoff zwyciężył z ostatnią drużyną z pierwszej ligi SKN St. Pölten (4:0, 1:0) i uzyskał historyczny awans do Bundesligi.

## Barwy klubowe, strój, herb, hymn
|  |  |

Klub ma barwy fioletowo-białe. Piłkarze domowe spotkania zazwyczaj grają w fioletowych koszulkach z pionowymi białymi cienkimi pasami, fioletowych spodenkach oraz fioletowych getrach.

## Sukcesy

### Trofea międzynarodowe
Do chwili obecnej klub jeszcze nigdy nie zakwalifikował się do rozgrywek europejskich.

### Trofea krajowe
| \| \| Zdobyte trofea w rozgrywkach Austrii (stan na: 31-05-2021) \| |                                                            |      |                  |
| Rozgrywki                                                           | Osiągnięcie                                                | Razy | Sezon(y)         |
| · Mistrzostwo                                                       | I miejsce                                                  | 0    |                  |
| · Mistrzostwo                                                       | II miejsce                                                 | 0    |                  |
| · Mistrzostwo                                                       | III miejsce                                                | 0    |                  |
| · Mistrzostwo                                                       | ?.miejsce                                                  | 1    | 2021/22          |
| Puchar                                                              | zdobywca                                                   | 0    |                  |
| Puchar                                                              | finalista                                                  | 0    |                  |
| Puchar                                                              | ćwierćfinalista                                            | 2    | 2017/18, 2020/21 |
| II liga                                                             | I miejsce                                                  | 0    |                  |
| II liga                                                             | II miejsce                                                 | 1    | 2019/20          |
| II liga                                                             | III miejsce                                                | 1    | 2020/21          |
| Austria                                                             | Zdobyte trofea w rozgrywkach Austrii (stan na: 31-05-2021) |      |                  |

- Regionalliga Mitte (D3):
  - mistrz (1x): 2014/15

## Poszczególne sezony

### Rozgrywki międzynarodowe

#### Europejskie puchary
Nie uczestniczył w rozgrywkach europejskich.

### Rozgrywki krajowe
| \| Austria \| Bilans występów klubu w rozgrywkach piłkarskich Austrii (Stan na 31 lipca 2021 r.) \| \| |                                                                                    |        |       |   |   |   |    |    |     |                      |        |        |      |
| Poziom                                                                                                 | Rozgrywki                                                                          | Sezony | Mecze | Z | R | P | B+ | B– | Pkt | Lata                 | Awanse | Spadki | Naj. |
| I | Bundesliga                                                                         | 1      |       |   |   |   |    |    |     | od 2021              | 0      | 0      | ?    |
| II | Erste Liga                                                                         | 4      |       |   |   |   |    |    |     | 2015/16, 2018–2021   | 1      | 1      | 2    |
| III | Regionalliga Mitte                                                                 | 7      |       |   |   |   |    |    |     | 2010–2015, 2016–2018 | 2      | 0      | 1    |
| | Puchar Austrii                                                                     | 11     |       |   |   |   |    |    |     | od 2010              | 0      | 0      | 1/4  |
| Austria                                                                                                | Bilans występów klubu w rozgrywkach piłkarskich Austrii (Stan na 31 lipca 2021 r.) |        |       |   |   |   |    |    |     |                      |        |        |      |

## Piłkarze, trenerzy, prezydenci i właściciele klubu

### Trenerzy
- 2010–2011:  Walter Schoppitsch
- 2011:  Rudolf Perz
- 2011–2012:  Dietmar Thuller
- 2012:  Günther Gorenzel-Simonitsch
- 2012–2013:  Bruno Friesenbichler
- 2013:  Heimo Vorderegger
- 2013–2014:  Jože Prelogar
- 2014:  Alexander Suppantschitsch
- 2014–2016:  Manfred Bender
- 2016–2017:  Gerhard Fellner
- 2017:  Franz Polanz
- 2017–2018:  Christian Schreiber
- 10.2018–12.2020:  Robert Micheu
- 12.2020–...:  Peter Pacult

### Prezydenci
- 201?–...:  Herbert Matschek

## Struktura klubu

### Stadion
Klub piłkarski rozgrywa swoje mecze domowe na stadionie Wörthersee Stadion w Klagenfurt am Wörthersee, który może pomieścić 32000 widzów.

## Kibice i rywalizacja z innymi klubami

### Derby
- Grazer AK
- SAK Klagenfurt
- Wolfsberger AC